# Zeche Werthsbank
Die Zeche Werthsbank ist ein ehemaliges Steinkohlenbergwerk in Heisingen, seit 1929 ein Stadtteil von Essen. Das Bergwerk war auch unter dem Namen Zeche Werthbrügsgen bekannt.

## Bergwerksgeschichte
Bereits im 18. Jahrhundert wurde im Feld der späteren Zeche Steinkohle abgebaut. Am 22. Juli des Jahres 1773 verlieh der Abt von Werden die Konzession an die Gewerken der Gewerkschaft Hundsnocken. Die Gewerken von Hundsnocken wollten die alte Werthsbank, hierbei handelt es sich um das Flöz Mausegatt, über einen Erbstollen zunächst trockenlegen und anschließend bergmännisch bearbeiten. Noch im selben Jahr ging das Bergwerk in Betrieb. Im Jahr 1793 erfolgte die Vereinigung mit der Zeche Sutansbank zu Sutansbank & Werthsbank. Am 28. März des Jahres 1799 wurde eine neue Konzession für die Werthbank verliehen. Im Jahr 1803 wurde die Zeche Sutansbank & Werthbank wieder getrennt. Anschließend war die Zeche Werthsbank wieder eigenständig in Betrieb. In den Jahren 1805 bis 1812 wurde am Tagetrieb 1 abgebaut. Im Jahr 1813 wurde mittels eines tonnlägigen Blindschachtes im Unterwerksbau abgebaut. Nach dem Jahr 1813 wurde das Bergwerk für mehrere Jahre nicht mehr in den Unterlagen erwähnt. Am 25. März des Jahres 1847 wurde ein kleines Geviertfeld verliehen. Ab dem zweiten Quartal des Jahres 1854 war das Bergwerk wieder in Förderung. Ab dem vierten Quartal des Jahres 1856 wurde das Bergwerk mit dem Namen Zeche Vereinigte Werthsbank benannt. Die Zeche Vereinigte Werthsbank war auch unter dem Namen Zeche Vereinigte Wertsbank, Zeche Vereinigte Werksbank und Zeche Werthsbank bekannt. Zu der Zeche Vereinigte Werthsbank wurden noch andere, nicht genannte, Bergwerke zugefügt. In den Jahren 1857 und 1858 war das Bergwerk in Betrieb. Ab dem zweiten Quartal des Jahres 1859 wurde das Bergwerk außer Betrieb genommen. Im Jahr 1899 wurde die Zeche Vereinigte Werthsbank zu den Rheinischen Anthracit-Kohlenwerken zugeschlagen.